# 岵山镇
岵山镇是中国福建省泉州市永春县下辖的一个镇。

## 历史沿革
宋至民国初，属集庆乡安平里、十二都。
民国十八年（1929年），属桃林（岵山）区。开始把小姑称岵山。
民国二十八年（1939年），设岵山乡。
民国三十八年（1949年）6月，永春县成立，岵山乡属第三区；同年11月，划归第五区。
1952年，划属第八区。
1956年6月，岵山设区（辖仙夹），小姑设乡，属岵山区。
1956年，先后设初级社、高级社。
1958年3月，改为岵山乡，小姑属岵山乡；同年10月，与仙夹合并，成立岵山公社。
1984年，改公社为乡，设岵山乡。
1988年8月31日，改为岵山镇。

## 行政区划
岵山镇共辖11个行政村，分别是：
岭头村、龙阁村、磻溪村、塘溪村、铺上村、茂霞村、和林村、铺下村、南石村、文溪村和北溪村。

## 中国传统村落
- 2012年12月，茂霞村被评为第一批中国传统村落。
- 2013年8月，塘溪村、铺上村、铺下村被评为第二批中国传统村落。